# 191
| [ Edytuj tabelę ] |                                              |
| Cesarz Chin       | - 189 Han Xiandi 220                         |
| Władca Korei      | - 179 Kogukch’ŏn 197                         |
| Papież            | - 189 Wiktor I 199                           |
| Król Partów       | - 147 Wologazes IV 191 - 191 Wologazes V 208 |
| Cesarz Rzymu      | - 180 Kommodus 192                           |

Rok 191 / CXCI
stulecia: I wiek ~
II wiek ~
III wiek

lata: 181 «
186 «
187 «
188 «
189 «
190 «
191
» 192
» 193
» 194
» 195
» 196
» 201

## Wydarzenia
- Europa
  - Kommodus zmienił nazwę Rzymu na Colonia Commodiana
- Azja
  - Wologazes V zostaje królem Partów

## Zmarli
- Sun Jian, dowódca chiński
- Wologazes IV, król Partów